# Pantha (DC Comics)
Pantha es un personaje ficticio que aparece en los cómics estadounidenses publicados por DC Comics.

## Historial de publicaciones
Pantha apareció por primera vez en New Titans #73 (febrero de 1991) y fue creado por Marv Wolfman y Tom Grummett.

## Historia
Pantha era un miembro felino de una de las encarnaciones de los Jóvenes Titanes. Durante su tiempo con los Titanes, ella no tenía conocimiento de sus orígenes, si era una mujer o una pantera antes de que la Sociedad Wildebeest la mutara. Pero trágicamente, su búsqueda finalmente infructuosa la llevó a muchos callejones sin salida. El significado de su designación como "X-24" tampoco se reveló nunca.
Si bien muchos de los otros Titanes eran amigos cercanos, Pantha hizo todo lo posible para alejarse del equipo. Pantha era abiertamente hostil hacia sus compañeros de equipo, a menudo los ridiculizaba y los reprendía. A pesar de su actitud, sus habilidades salvajes la convirtieron en un activo valioso para el equipo.
Para su frustración inicial, Pantha fue "adoptada" como madre sustituta por Bebe Wildebeest. A ella no le gustó esto al principio, a menudo haciendo referencias a las formas espeluznantes en que el niño podría perecer. Ella trabaja con él cuando es necesario, como cuando los Titanes ayudaron en un contraataque contra alienígenas asesinos en el cruce de Bloodlines. Eventualmente asume la responsabilidad de su cuidado cuando deja a los Titanes con Estrella Roja, formando una familia.
Pantha y sus compañeros de equipo eran casi estrellas de una serie de dibujos animados para niños, pero el trato se vino abajo. Ella es parte de un esfuerzo de múltiples héroes para investigar y destruir parásitos alienígenas que asesinan personas en todo el planeta.
Más tarde, se une a sus antiguos aliados cuando Cyborg, ahora con un nivel de poder completamente nuevo, amenaza a toda la Tierra. La Liga de la Justicia de América también apareció y una serie de errores llevaron a que todo el equipo peleara. Pantha se enfrentó a Catwoman, pero ninguno de los bandos ganó, ya que fueron interrumpidos por explosiones de Orión. El propio Bebe Wildebeest fue sometido por Superman.
Durante la historia de "Crisis Infinita", se une a otro equipo de Titanes, junto con una nueva Patrulla Condenada y Sociedad de la Justicia de América. Su misión es detener al trastornado Superboy Prime que ha atacado la versión de Superboy de esta realidad. La batalla se origina en la ciudad de Smallville, Kansas y se traslada a las afueras de Keystone City. Allí, Pantha es asesinada con un revés de Superboy Prime que es tan poderoso que deja a Ambush Bug inconsciente. Superboy Prime instantáneamente afirma que no tuvo la intención de hacerlo, pero en los siguientes momentos, mata a Bebe Wildebeest y ataca a Estrella Roja con un aliento helado. Estrella Roja sobrevive a sus heridas.
En Blackest Night: Titans crossover, Pantha fue reanimada como miembro de los Black Lanterns, lista para atacar a los Titanes. Sin embargo, su cuerpo pronto es destruido por un estallido de luz blanca que emana de Dawn Granger.

## Poderes y habilidades
La fisiología humana/pantera de Pantha le dio una fuerza, velocidad y agilidad sobrehumana, así como sentidos intensificados (como el oído, el olfato y la visión nocturna), reflejos mejorados y garras retráctiles en sus manos y pies.

## Otras versiones

### La dominación de Maxwell Lord
En una línea de tiempo alternativa creada por Booster Gold cuando salvó a Blue Beetle de Maxwell Lord, Pantha, que todavía está vivo en esta línea de tiempo, es miembro de los Combatientes de la Libertad de Green Arrow y Hawkman. En esta línea de tiempo, Lord había usado sus recursos para conquistar la mayor parte de la Tierra. Si bien Superboy Prime finalmente lo visita, Pantha no está allí para enfrentarlo y, por lo tanto, morir. Se reveló que Pantha era una estudiante de veterinaria en la Universidad de Nueva York llamada Rosabelle Méndez que fue capturada por Maxwell Lord y convertida en Pantha, luego vendida a la Sociedad Wildebeest. Esta línea de tiempo se neutraliza cuando Blue Beetle regresa voluntariamente al pasado para enfrentar su destino.

## En otros medios

### Televisión
Pantha aparece en Los Jóvenes Titanes, con la voz de Diane Delano. Esta versión es una luchadora profesional, luchadora y socia de Wildebeest que posee una fuerza sobrehumana y puede ejecutar un agarre que ella llama "Garra de Pantha". En el episodio, "Calling All Titans", Cyborg la convierte en miembro honorario de los Jóvenes Titanes, pero luego es atacada por los miembros de la Hermandad del Mal, Adonis y Atlas. Después de derrotarlos fuera de la pantalla en el episodio "Titans Together", Pantha localiza un refugio de los Titanes y une fuerzas con Beast Boy, Más, Herald y Jericho para infiltrarse en la sede de la Hermandad y rescatar a los Titanes cautivos antes de derrotar a la Hermandad.

### Misceláneo
- Pantha apareció en la edición # 32 de Teen Titans Go!.